# Омерпаша Латас (књига)
Омер-паша Латас је роман Иве Андрића, који описује лик и дјело Омер-паше Латаса, за вријеме његовог боравка у Босни, док је гушио беговске буне против султана.
Књига се не усредсређује толико на хронологију догађаја око гушења буне, колико око лика Омер-паше и људи из његовог окружења (његових официра, супруге, сликара који га је насликао, канцеларијских и помоћних службеника итд.). Овај роман се у књижевности карактерише као „албум личности“, са њиховим прошлостима и карактерима, својствен Андрићевом књижевном раду.
Поред личности из Омер-пашиног окружења и самог Омер-паше, Андрић у овом роману описује и начин живота у Босни у то доба, у Сарајеву и Травнику, као и политичко стање у земљи.
Роман је објављен постхумно, 1977. године, на основу Андрићевих списа који датирају од двадесетак година прије тога, 1950их година и сматра се недовршеним дјелом.